# Ремовка (река)
Ремовка (в верховье Койтас) — река в предгорьях Алтая в Казахстане. Протекает по Бородулихинскому району Восточно-Казахстанской области. Относится к бассейну Алея.
Длина реки составляет 21 км. Течёт с юга на север через село Андроновка, устье реки теряется в болоте северо-западнее села Переменовка не доходя до границы с Россией.

## Бассейн
- 6 км: Сосенка (справа)
  - Вшивка (справа)
- 8 км: Сарадеевка (слева)
  - Тютюновка (справа)